# Запад (вилна зона)
Вижте пояснителната страница за други значения на Запад.
Запад е вилна зона на град Русе, разположена край южната част на града.
Вилната зона се дели на по-малки зони: Трите гълъба и Левента. Границите им са неясни. Близо до Запада се намират: вилните зони Средна кула и Русофили, кварталите Дружба 2, Дружба 3, Средна кула и Селеметя.